# مقاطعة سومنر (تينيسي)
مقاطعة سومنر هي مقاطعة في تينيسي، بلغ عدد سكانها 160٬645  نسمة، في 2010، عاصمتها غالاتين، تبلغ مساحتها 1٬407 كيلومتر مربع.

## الموقع
تشترك في الحدود مع:
- مقاطعة ألين، كنتاكي.

## التقسيمات الإدارية
- غالاتين.

## أعلام
- ويليام بي. كامبل
- إسحاق فرانكلين
- إيلا هاربر
- جيمس دبليو. هندرسون
- دانيال سميث دونلسون